# Dark Sarah
A Dark Sarah finn szimfonikus metal, gothic metal, neoklasszikus metal zenekar, amelyet az Amberian Dawn énekesnője, Heidi Parviainen alakított 2012-ben. Nevüket legelső daluk, a Save Me szövegéről kapták, amely egy Sarah nevű nőről szól, aki bánatában elszalad az erdőbe, miután a vőlegénye otthagyta az oltárnál, és a dal Sarah sötét oldalának bemutatásáról szól. Pályafutásuk alatt három nagylemezt, és egy EP-t dobtak piacra. Lemezkiadójuk: Inner Wound Recordings. Az együttessel foglalkozó oldalak "cinematic metal" névvel illetik a zenekar stílusát.  Heidi Parviainen 2019-ben bejelentette, hogy a Dark Sarah új albumon dolgozik.

## Tagok
- Heidi Parviainen - ének
- Sami Salonen - gitár
- Erkka Korhonen - gitár
- Thomas Tunkkari - dobok
- Rude Rothstén - basszusgitár
- Juha-Pakka Leppaluoto - ének

## Diszkográfia
Stúdióalbumok
- Behind the Black Veil (2015)
- The Puzzle (2016)
- The Golden Moth (2018)

Egyéb kiadványok
- Violent Roses (EP, 2014)